# سر جرج گابریل استوکس، بارونت اول
سر جرج گابریل استوکس، بارونت اول (زاده ۱۳ اوت ۱۸۱۹ - درگذشته ۱ فوریه ۱۹۰۳)، ریاضیدان و فیزیکدان بریتانیایی بود که به علت مطالعات خود روی مایعات ویسکوز، به ویژه به خاطر قانون ویسکوزیته استوکس، که توصیف حرکت یک کره جامد در مایع می‌باشد، و قضیه استوکس، که یک قضیه اساسی تجزیه و تحلیل بردارها است، به شهرت رسید.

## جایگاهها
وی از پیشگامان در علم ژئودزی (مطالعه اندازه و شکل زمین و میدان گرانشی آن) بود و یک مقاله در سال ۱۸۴۹ در رابطه با تنوع گرانش در سطح زمین منتشر کرد. استوکس در سال ۱۸۵۱ به عضویت انجمن سلطنتی (لندن) انتخاب شد و سه سال بعد دبیر آن شد. او به مدت ۳۰ سال در آن منصب باقی‌ماند تا زمانی که به ریاست انجمن انتخاب شد. بنابراین او اولین مردی پس از اسحاق نیوتن بود که سه موقعیت استاد لوکاسی، دبیر، و پس از آن رئیس انجمن سلطنتی را به دست آورد.
استوکس در سال ۱۸۸۹ به مقام بارونت رسید.

## آثار
مقالات ریاضی و فیزیکی استوکس در پنج جلد منتشر شده است، سه جلد اول تحت سردبیری خود او در سال‌های ۱۸۸۰، ۱۸۸۳، و ۱۹۰۱ و دو جلد دیگر تحت نظارت جوزف لارمر منتشر شدند. استوکس همچنین درباره نور (۱۸۸۷) و الهیات طبیعی (۱۸۹۱) را نوشت.